# Solemyoida
A Solemyoida a kagylók osztályába tartozó egyik rend.

## Rendszerezés
A rendbe az alábbi családok tartoznak:
- Manzanellidae
- Solemyidae